# Jeanne Malivel

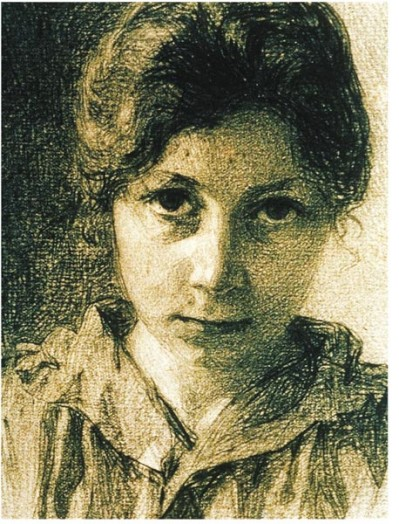
Selbstporträt

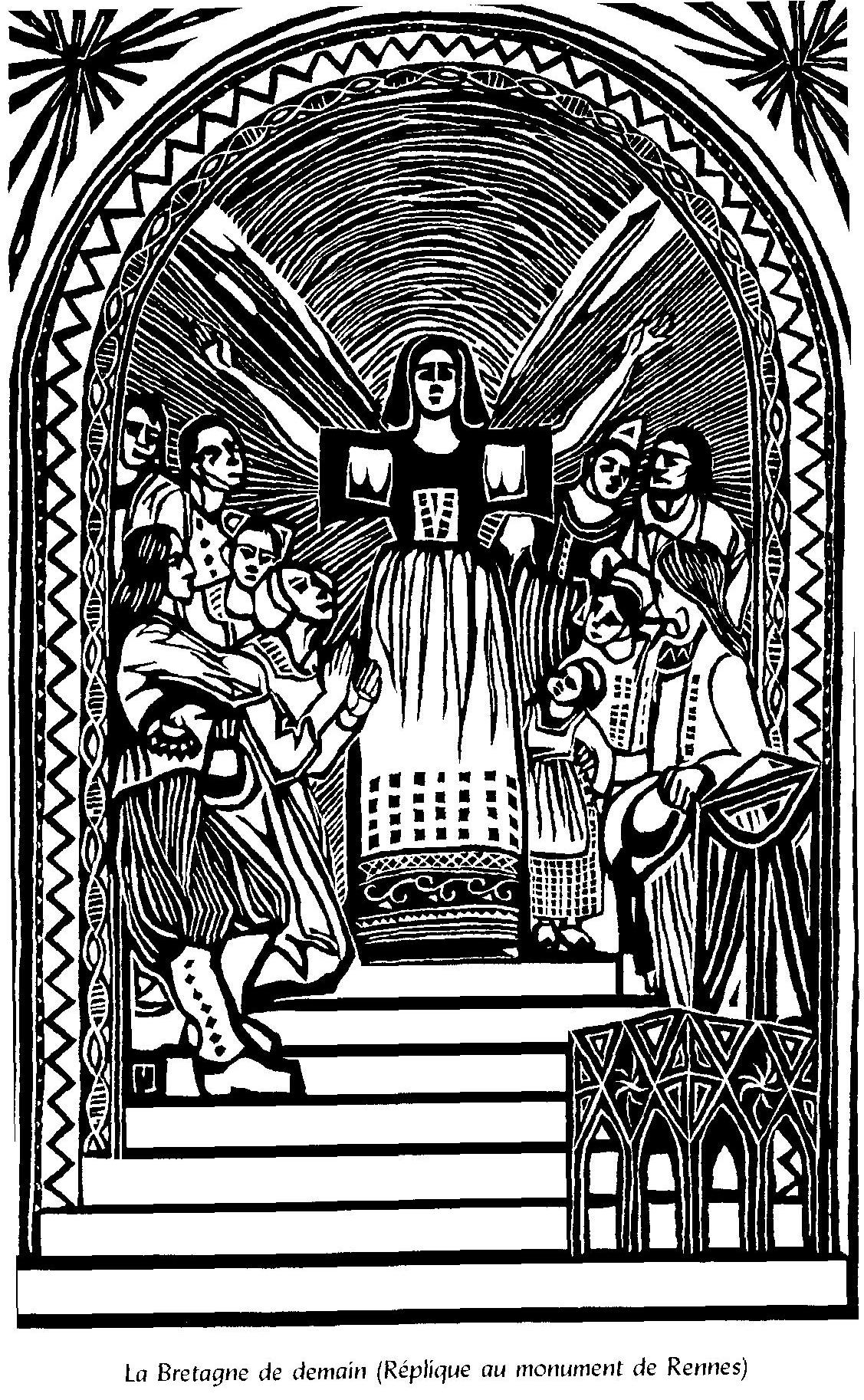
Die Bretagne der Zukunft

Jeanne Malivel (* 15. April 1895 in Loudéac, Frankreich; † 2. September 1926 in Rennes) war eine bretonische Malerin, Grafikerin und Illustratorin; sie war Mitglied der Seiz-Breur-Bewegung.

## Leben
1916 begann sie, an der Académie Julian, eine der wenigen Schulen, in denen Frauen Kunst lernen konnten, zu studieren. 1917 wechselte sie in die École nationale supérieure des beaux-arts de Paris. Sie studierte  zusätzlich auch keltische Sprache und Literatur. 1923 wurde sie Lehrerin an der École des beaux-arts de Rennes und war im selben Jahr Mitbegründerin von Seiz Breur.

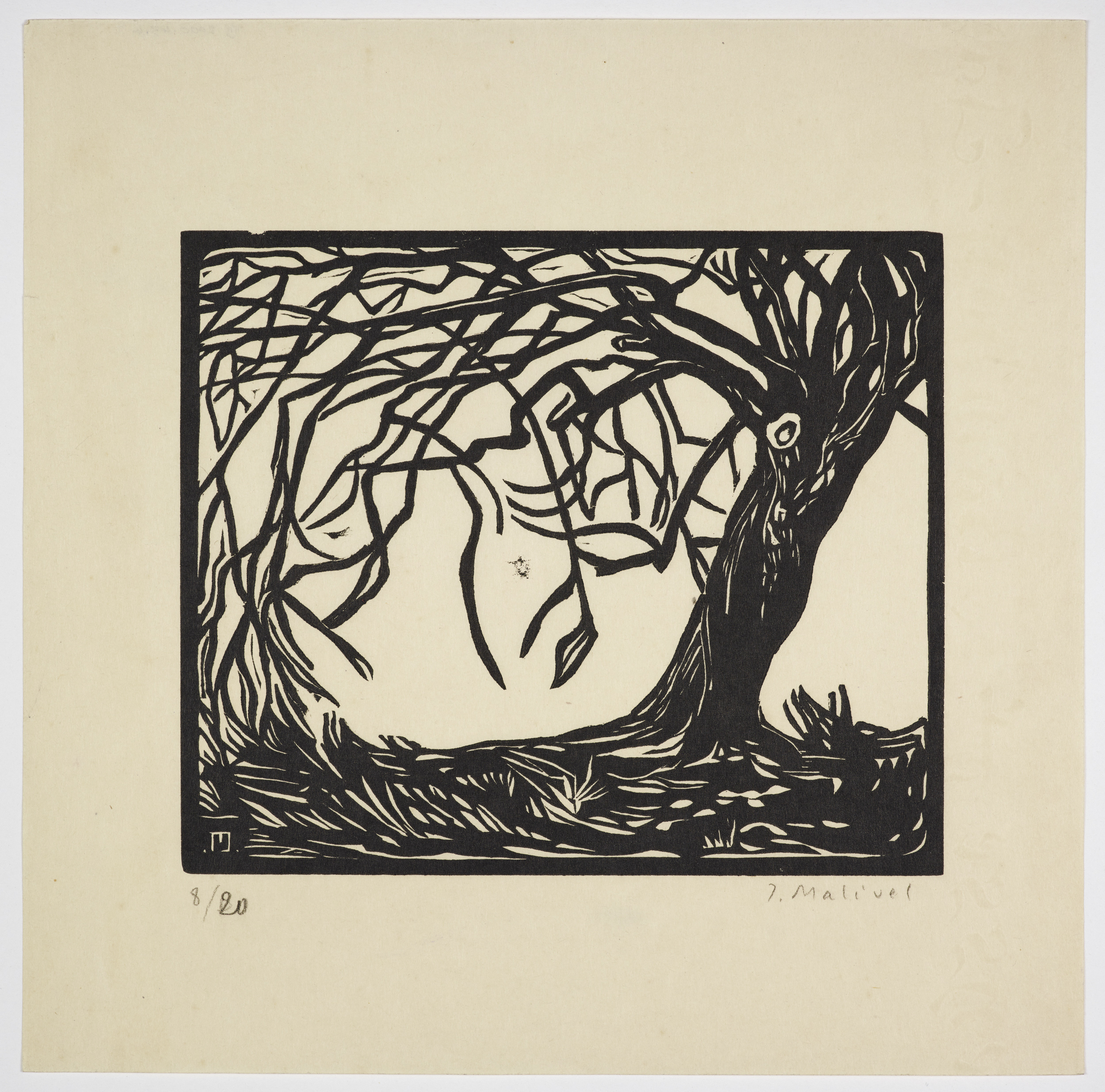
Baum

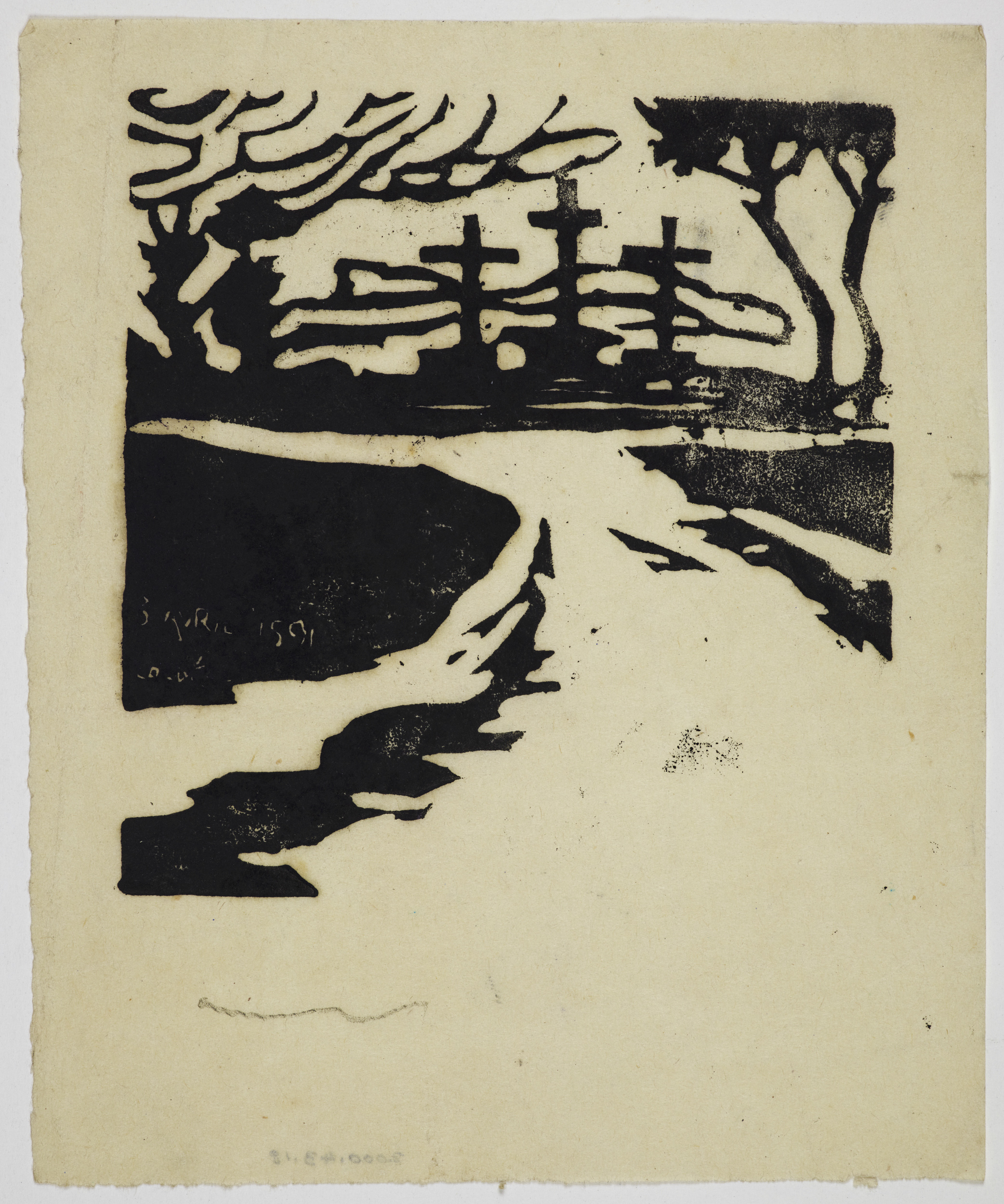
Wegkreuz

Sie starb 1926 an Typhus.

## Ausstellungen
- Pontivy, Salon d'art régional, Juli 1917
- Guérande, exposition du congrès de l'Union régionaliste bretonne, August 1920
- New York, Museum of French Art, « Exhibition of the art of Brittany », 25. Februar bis 10. März 1921
- Fougères, exposition du congrès de la fédération régionaliste bretonne, Juli 1921
- Rennes, galerie Louis Carré, 27. April bis 10. Mai 1923
- Paris, Exposition internationale des Arts décoratifs et industriels modernes, 1925
- Saint-Nazaire, exposition d'art décoratif, 1927
- Auray (Saint-Goustan), galerie des Moineaux, 2014
- Quimper, musée de la Faïence, 16. April bis 29. September 2018.
- Paris, bibliothèque Forney, « Jeanne Malivel, une artiste engagée », 8. März bis 1. Juli 2023.
- Saint-Thélo, Maison des Toiles, « Jeanne Malivel, François Planeix, artistes Seiz Breur engagés », du 1. Juni bis 17. September 2023.